# Salpa

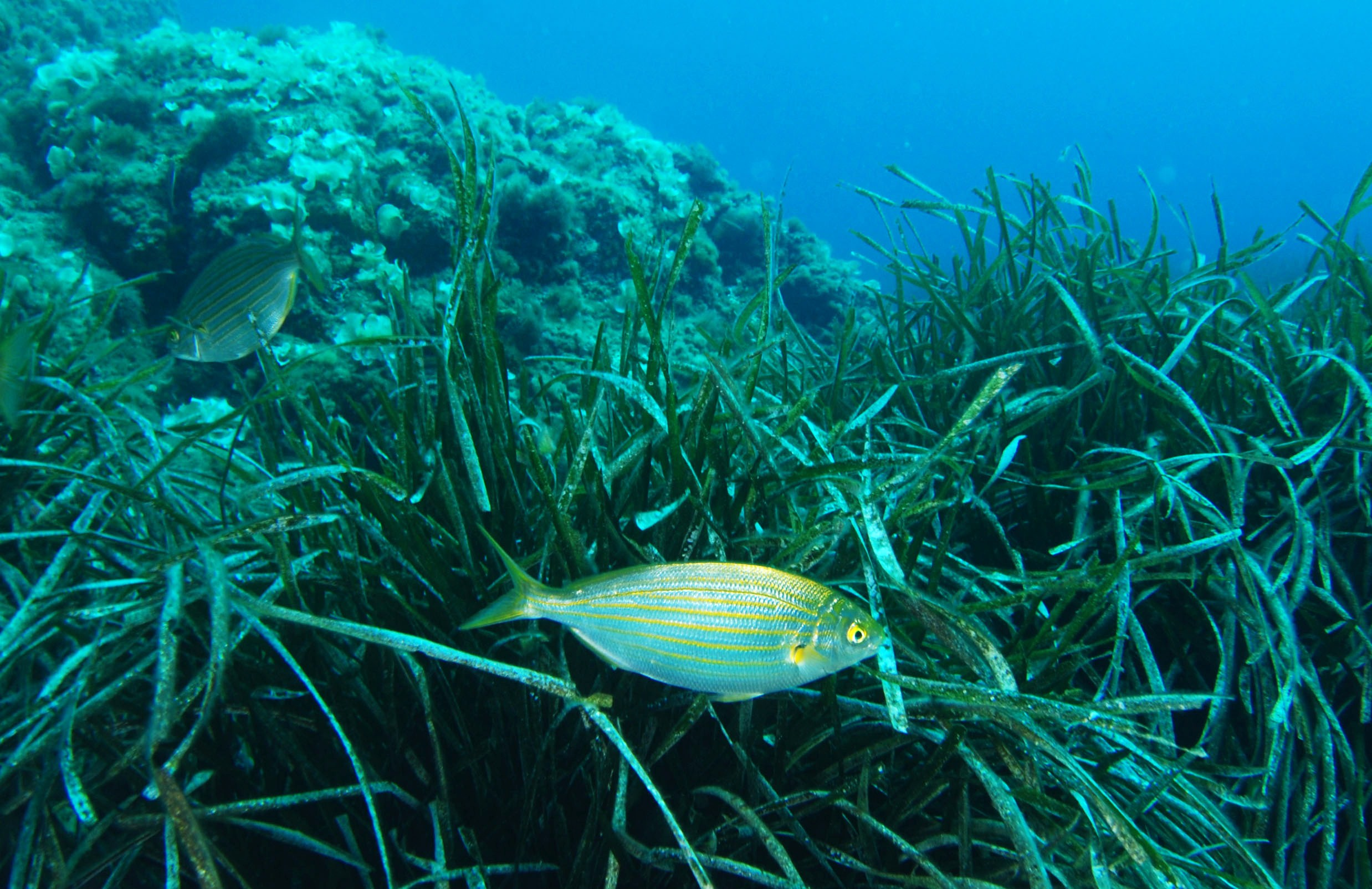
Un salpa

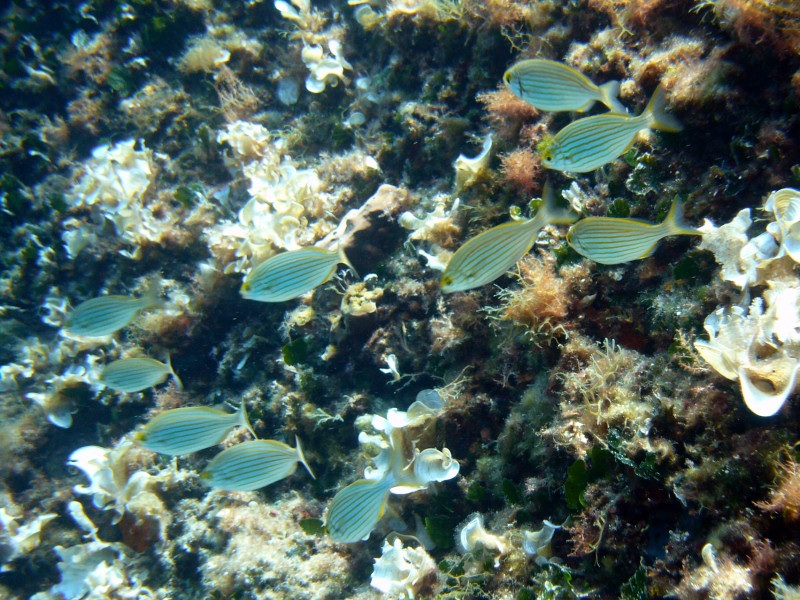
Salpes fotografiades a Croàcia.

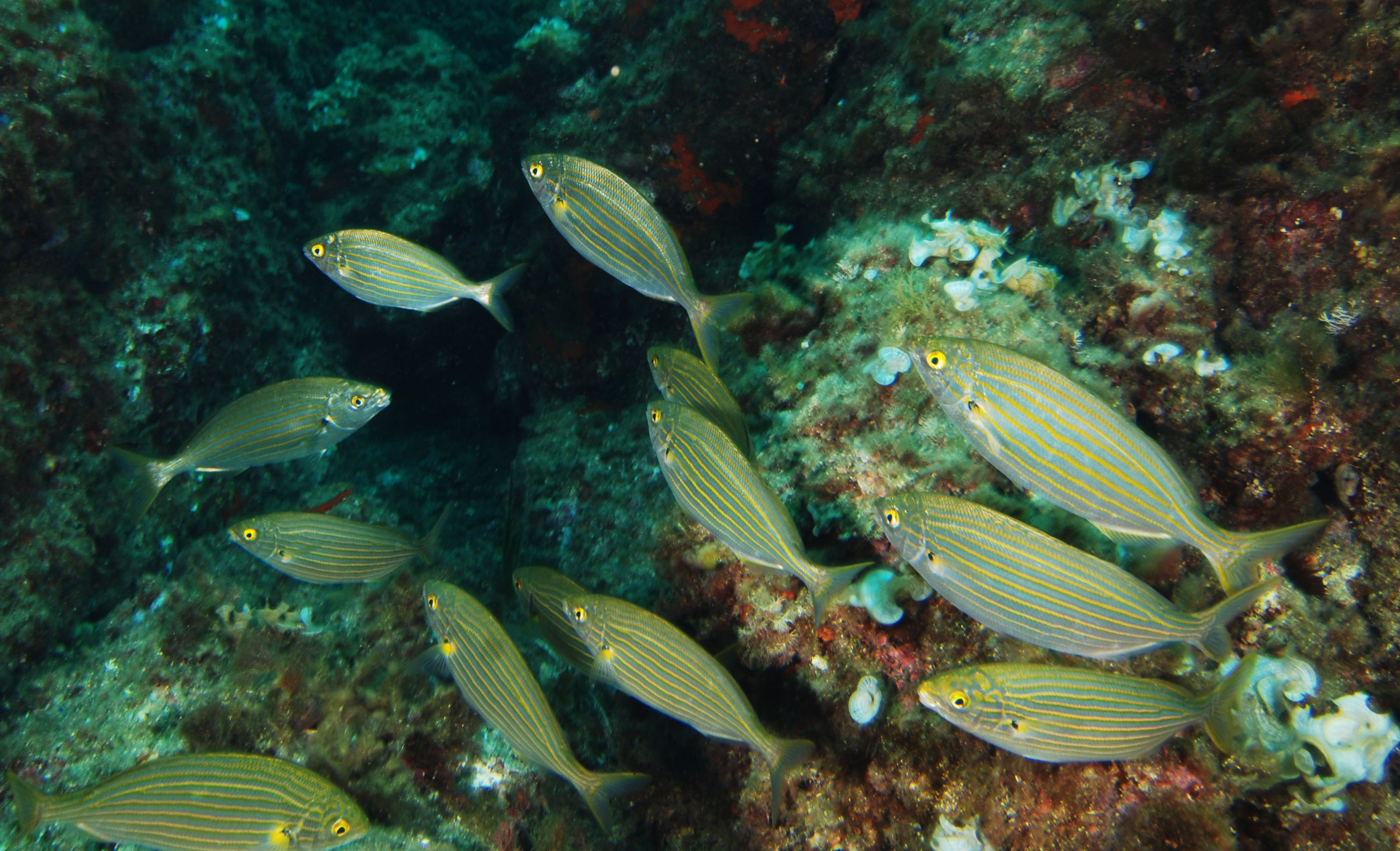
Un banc de salpes

La salpa, aurada grisenca o saupa (Sarpa salpa) és un peix teleosti de la família dels espàrids i de l'ordre dels perciformes. És l'única espècie del gènere Sarpa.

## Morfologia
- Pot arribar als 51 cm de llargària total.
- El cos és alt i ovalat, comprimit lateralment amb el cap petit i el morro obtús.
- La boca és recorbada i petita.
- Les mandíbules són poc extensibles i disposen d'una filera de dents triangulars i tallants.
- Els ulls són petits.
- Té una sola aleta dorsal amb radis durs i tous, pràcticament de la mateixa llargària. La pectoral és curta. La caudal és escotada.
- El dors és gris. Els costats i el ventre són blancs. Té 10-11 línies longitudinals de color groc daurat, les línies superiors apareixen al cap.[5][6]

## Reproducció
Té lloc entre els mesos de setembre i octubre. Arriben a la maduresa sexual a la talla de 20 cm. És hermafrodita proteràndric: primer és mascle i després es transforma en femella.

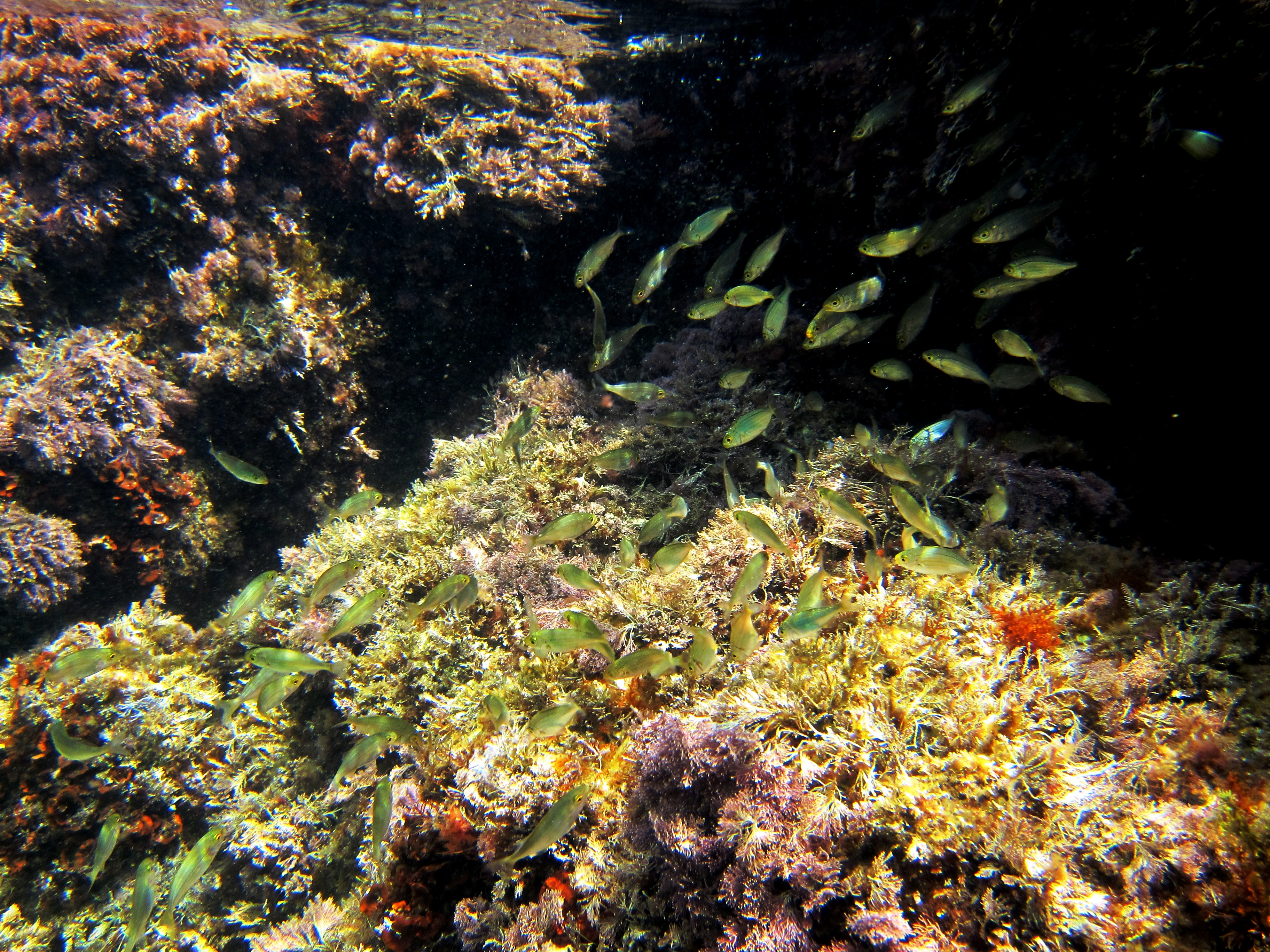
Cries de salpa.

## Alimentació
Els joves són omnívors (mengen crustacis i algues), mentre que els adults s'alimenten quasi exclusivament d'algues (com ara, Ulva lactuca i Lavrencia pinnatifida) i fanerògames marines. És l'únic peix de la mar Mediterrània que és herbívor en estat adult (altres peixos són herbívors a les etapes larvàries i juvenils, o omnívors quan són adults).

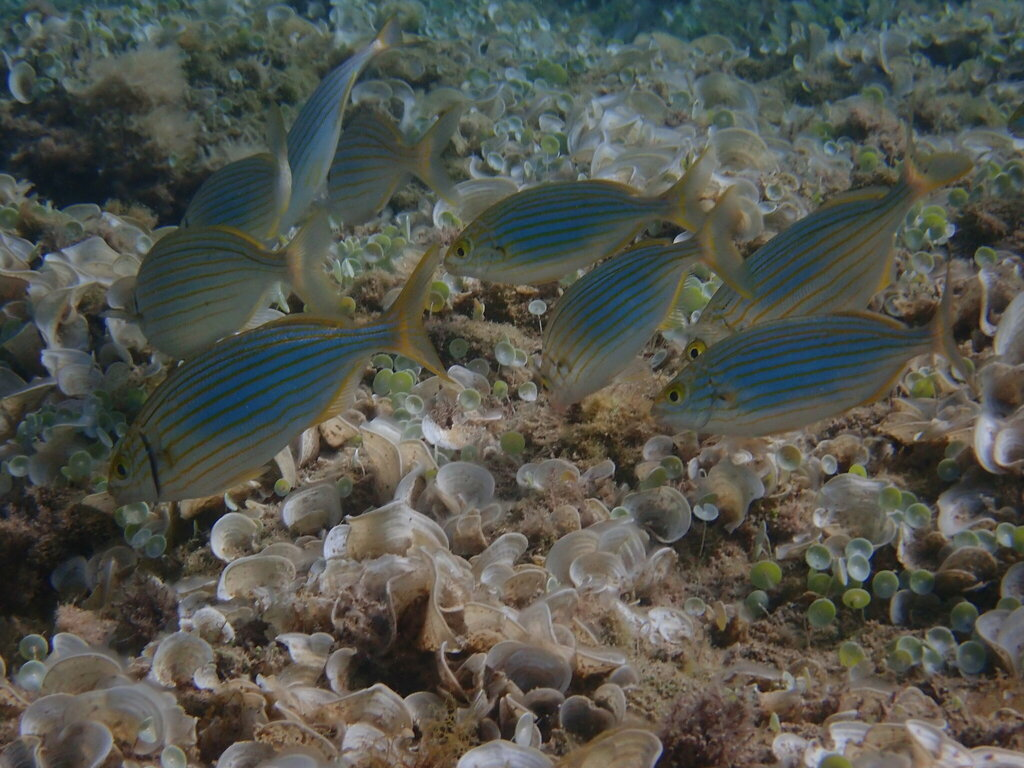
Individus de Sarpa salpa alimentant-se d'algues a l'Ametlla de Mar.

## Hàbitat
Viu a la costa entre els 5 i els 70 m de fondària a praderies de Posidonia i a fons rocallosos amb abundant algues. La seua distribució batimètrica prové per l'alimentació, puix que és herbívor i a una més gran fondària no creixen les algues de les quals s'alimenta.

## Distribució geogràfica
Es troba a les costes de la mar Mediterrània, de la mar Negra i de l'Atlàntic oriental (des de la Mar Cantàbrica i l'Estret de Gibraltar fins a Sierra Leone -incloent-hi l'Illa de Madeira, les Illes Canàries i Cap Verd-, i des del Congo fins a Sud-àfrica).

## Costums
És una espècie gregària que pot formar grups nombrosos i compactes.

## Pesca
No té gaire interès comercial, però es captura amb nanses i xarxes. La seua pesca amb grumeig es troba molt arrelada per totes les illes de les Balears i de les Pitiüses.

## Interèsgastronòmic
És saborosa quan és fresca, però, com que s'ablaneix fàcilment, no és gaire apreciada.
Per a assaborir-lo gustosament s'ha de sagnar tot tallant-li les ganyes puix que com que pot menjar algues tòxiques pot tenir molt mal gust.